# Радионовка (Могилёвская область)
Радио́новка (бел. Радзівонаўка) — деревня в составе Савского сельсовета Горецкого района Могилёвской области Республики Беларусь.

## Население
- 1999 год — 73 человека
- 2010 год — 40 человек